# Dominik Budrović
Dr fr.Dominik Jakov Budrović (Stari Grad, Hvar, 7. veljače 1901. – 13. svibnja 1979.) je bio hrvatski teolog iz redova dominikanaca. Svrstava ga se u hrvatske neoskolastičke autore. 
Rođen je u Starom Gradu na otoku Hvaru. Prve je zavjete položio 13. listopada 1919. godine. Za svećenika je zaređen u Rimu 7. ožujka 1925. godine. Školu je prvo pohađao u rodnom Starom Gradu na Hvaru. Nastavio se je školovati u dominikanskom sjemeništu u Bolu na otoku Braču. Studirao je filozofiju i teologiju u Dubrovniku i Rimu. Za lektora je položio ispit 20. svibnja 1926. godine. Već za dvije godine, 28. lipnja 1928. godine promaknut je u stupanj doktora moralne teologije. 
Predavao je na dominikanskom učilištu u Dubrovniku predmete: logiku, psihologiju, ontologiju, kritiku, teološki traktat o Objavi, Sumu teologije I-II i II-II, moralnu teologiju i asketsko-mističnu teologiju.
21. svibnja 1959. godine mu je rimska kongregacija za redovnike i dominikanski red podijelila naslov naučitelja svetog bogoslovlja (magister in sacra theologia). 
Autor je udžbeničkog materijala iz područja područja filozofske antropologije. Svoj udžbenik Praelectiones de psychologia iz 1960. je sastavio prema Elementa philosophiae Aristotelico-Thomisticae odnosno prema prvom svesku (Philosophia Naturalis – B – Pars II – Liber II – Sectio III – Pag. 402–489) koji je napisao poznati njemački dominikanski autor Joseph Gredt (1863.–1939.), no nije preuzimao sve Gredtove teze.
U Dubrovniku je bio zadnji provincijal Dalmatinske dominikanske provincije (1959.–1963.) odnosno lector primarius Dominikanskoga filozofsko-teološkog učilišta (1957.–1958. i 1963.–1966.).
Na hrvatski je jezik prepjevao posljednicu Laetabundus sv. Bernard iz Clairvauxa dok je obnašao dužnost provincijala u Dubrovniku.
1975. je na hrvatski preveo poslanicu pape Pavla VI. Svjetlo crkve upućenu Generalu Reda Braće Propovjednika Vinku de Couesnongleu, poslanu u povodu 700. obljetnice smrti sv. Tome Akvinskog.
Umro je 13. svibnja 1979. godine.

## Djela
- O svećeničkom životu, Dominikanski bogoslovi, 1961.

Pisao je za Bogoslovsku smotru o spekulativnoj teologiji.

## Citati
O metodi dolaženja do spoznaje naravi duše: